# Brush Development Company
Brush Development Company était un fabricant de produits audio, phonographiques et de technologies d’enregistrement magnétique situé à Cleveland, dans l’Ohio. L’entreprise a été absorbée par Clevite en 1952.

## Histoire
L’entreprise a été fondée en 1919 par Alfred L. Williams sous le nom de Brush Labs pour développer des produits utilisant des cristaux piézoélectriques. En 1930, Associates a créé la Brush Development Company avec comme produit principal des micros de phonographe piézoélectriques. Plus tard, l’entreprise a commencé à fabriquer des enregistreurs à fil, des microphones et des haut-parleurs.
Pendant la Seconde Guerre mondiale, le vice-président de la recherche, le Dr Semi Joseph Beginn, a obtenu un contrat du Conseil de recherche de la défense nationale des États-Unis pour la recherche d’un substitut au fil d’acier inoxydable utilisé dans les enregistreurs à fil par l’armée.
Après la guerre, Brush a fabriqué un dictaphone en 1946 et a sorti le premier magnétophone construit aux États-Unis en 1947 avec le Brush Soundmirror. En 1950, Brush a construit les oscillographes multicanaux modèles BL-206 et BL-216, ainsi que les amplificateurs CC modèle BL-932 associés,.
En 1952, la Brush Development Company a fusionné avec les Brush Labs d’origine et la Cleveland Graphite Bronze Company pour créer Clevite. Les produits audio ont continué à être vendus sous la marque Brush jusqu’en 1960.
La société Clevite a été absorbée par Gould-National Batteries en 1969,.